# Bạn có sợ bóng tối?
Are you afraid of the Dark? (tạm dịch: Bóng tối kinh hoàng) được nhà văn người Mỹ Sidney Sheldon xuất bản năm 2004. Đây cũng là cuốn sách cuối cùng của nhà văn viết trước mất. Và tác phẩm này cũng nằm trong danh sách #1 Bestseller của New York Times.